# Distrito electoral federal 5 de Baja California
El V distrito electoral federal de Baja California es uno de los 300 distritos electorales en los que se encuentra dividido el territorio de México y uno de los 8 que para la elección de diputados federales en que se divide el estado de Baja California. Su cabecera es la ciudad de Tijuana.
A partir de 2005, el territorio del Quinto Distrito de Baja California está formado por la parte centro-oriente de la ciudad de Tijuana, incluyendo en su territorio las zonas de Mesa de Otay y el Aeropuerto Internacional de Tijuana.
El distrito fue creado por las reformas políticas de 1977 que ampliaron a trescientos los distritos electorales, pasando Baja California de tres distritos a seis, por lo cual el V Distrito únicamente ha elegido diputados a partir de la LI Legislatura en 1979.

## Distritaciones anteriores

### Distritación 1996 - 2005
De 1996 a 2005 el territorio era muy similar al actual, pero su límite hacia el sur llegaba hasta el municipio de Playas de Rosarito, por lo cual incluía una zona rural, que en la actualidad no incluye.

## Diputados por el distrito
| Diputado                        | Grupo parlamentario | Legislatura | Periodo     |
| ------------------------------- | ------------------- | ----------- | ----------- |
| Carmen Márquez Jiménez          |                     | LI          | 1979 - 1982 |
| Leonor Rosales Rodríguez        |                     | LII         | 1982 - 1985 |
| Rogelio Preciado Cisneros       |                     | LIII        | 1985 - 1988 |
| Oscar Treviño Arredondo         |                     | LIV         | 1988 - 1991 |
| Miguel Ernesto Enciso Clark     |                     | LV          | 1991 - 1994 |
| Franciscana Krauss Velarde      |                     | LVI         | 1994 - 1997 |
| Francisco Javier Reynoso Nuño   |                     | LVII        | 1997 - 2000 |
| Francisco Blake Mora            |                     | LVIII       | 2000 - 2003 |
| José Guadalupe Osuna Millán     |                     | LIX         | 2003 - 2006 |
| Antonio Valladolid Rodríguez    |                     | LX          | 2006 - 2009 |
| Gastón Luken Garza              |                     | LXI         | 2009 - 2012 |
| Juan Manuel Gastélum Buenrostro |                     | LXII        | 2012 - 2015 |
| Máximo García López             |                     | LXIII       | 2015 - 2018 |
| Mario Moreno Gil                |                     | LXIV        | 2018 - 2021 |
| Evangelina Moreno Guerra        |                     | LXV         | 2021 -2024  |
| Evangelina Moreno Guerra        | LXVI                | 2024 - 2027 |             |

## Resultados electorales

### 2021
| Elecciones federales de 2021 | Elecciones federales de 2021       | Elecciones federales de 2021     | Elecciones federales de 2021 | Elecciones federales de 2021 |
| Partido/Coalición            | Partido/Coalición                  | Candidato                        | Votos                        | Porcentaje                   |
| ---------------------------- | ---------------------------------- | -------------------------------- | ---------------------------- | ---------------------------- |
|                              | Morena                             | Evangelina Moreno Guerra         | 59,398                       | 39.49 %                      |
|                              | Va por Baja California             | Jaime Martínez Veloz             | 41,847                       | 27.82 %                      |
|                              | Va por Baja California             | Jaime Martínez Veloz             | 41,847                       | 27.82 %                      |
|                              | Va por Baja California             | Jaime Martínez Veloz             | 41,847                       | 27.82 %                      |
|                              | Partido Encuentro Solidario        | Manuel Alejandro Flores Pérez    | 26,026                       | 17.30 %                      |
|                              | Movimiento Ciudadano               | Farah Risk Morales               | 6,394                        | 4.25 %                       |
|                              | Partido Verde Ecologista de México | Juan Diego Beristain Ávila       | 3,587                        | 2.38 %                       |
|                              | Partido del Trabajo                | Reyna Soldad Rodríguez Bojorquez | 3,061                        | 2.03 %                       |
|                              | Fuerza por México                  | Alejandra Gómez Vicencio         | 3,034                        | 2.01 %                       |
|                              | Redes Sociales Progresistas        | Julio César Díaz Carrera         | 2,383                        | 1.58 %                       |

### 2018
| Elecciones federales de 2018 | Elecciones federales de 2018         | Elecciones federales de 2018     | Elecciones federales de 2018 | Elecciones federales de 2018 |
| Partido/Coalición            | Partido/Coalición                    | Candidato                        | Votos                        | Porcentaje                   |
| ---------------------------- | ------------------------------------ | -------------------------------- | ---------------------------- | ---------------------------- |
|                              | Por México al Frente                 | Ricardo Magaña Mosqueda          | 24,378                       | 16.93 %                      |
|                              | Por México al Frente                 | Ricardo Magaña Mosqueda          | 24,378                       | 16.93 %                      |
|                              | Por México al Frente                 | Ricardo Magaña Mosqueda          | 24,378                       | 16.93 %                      |
|                              | Partido Revolucionario Institucional | Viancca Lizbeth Barreto González | 8,100                        | 5.62 %                       |
|                              | Juntos Haremos Historia              | Mario Ismael Moreno Gil Hecho    | 100,995                      | 70.13 %                      |
|                              | Juntos Haremos Historia              | Mario Ismael Moreno Gil Hecho    | 100,995                      | 70.13 %                      |
|                              | Juntos Haremos Historia              | Mario Ismael Moreno Gil Hecho    | 100,995                      | 70.13 %                      |
|                              | Partido Nueva Alianza                | Blanca Nidia Insunza Angulo      | 3,048                        | 2.11 %                       |
|                              | Partido Verde Ecologista de México   | Mario Valerio Hernández          | 3,820                        | 2.65 %                       |

### 2015
| Elecciones federales de 2015 | Elecciones federales de 2015                | Elecciones federales de 2015   | Elecciones federales de 2015 |
| Partido/Coalición            | Partido/Coalición                           | Candidato                      | Votos                        |
| ---------------------------- | ------------------------------------------- | ------------------------------ | ---------------------------- |
|                              | Partido Acción Nacional                     | José Máximo García López Hecho | 25,698                       |
|                              | Compromiso por México                       | Javier Camarena Salinas        | 17,438                       |
|                              | Compromiso por México                       | Javier Camarena Salinas        | 17,438                       |
|                              | Movimiento Regeneración Nacional            | Mario Ismael Moreno Gil        | 12,793                       |
|                              | Partido Encuentro Social de Baja California | Edith Carolina Anda González   | 4,837                        |
|                              | Movimiento Ciudadano                        | Juan Carlos Barragan Márquez   | 3,689                        |
|                              | Partido Nueva Alianza                       | Ligia Aracely King Kim         | 3,192                        |
|                              | Partido de la Revolución Democrática        | Maribel Ivette Casillas Rivera | 2,998                        |
|                              | Partido Humanista                           | Mayte Louis Ciarsolo           | 2,607                        |
|                              | Partido del Trabajo                         | Ruperto Olán Torruco           | 2,005                        |

### 2012
| Elecciones federales de 2012 | Elecciones federales de 2012 | Elecciones federales de 2012 | Elecciones federales de 2012 | Elecciones federales de 2012 |
| Partido/Coalición            | Partido/Coalición            | Candidato                    | Votos                        | Porcentaje                   |
| ---------------------------- | ---------------------------- | ---------------------------- | ---------------------------- | ---------------------------- |
|                              | Partido Acción Nacional      | Juan Manuel Gastélum Hecho   | 48,353                       | 33.52 %                      |
|                              | Compromiso por México        | Mariano San Román            | 47,094                       | 32.64 %                      |
|                              | Compromiso por México        | Mariano San Román            | 47,094                       | 32.64 %                      |
|                              | Movimiento Progresista       | Luis Miguel Gavaldón         | 39,782                       | 27.59 %                      |
|                              | Movimiento Progresista       | Luis Miguel Gavaldón         | 39,782                       | 27.59 %                      |
|                              | Movimiento Progresista       | Luis Miguel Gavaldón         | 39,782                       | 27.59 %                      |
|                              | Partido Nueva Alianza        | Lizbeth Guadalupe Pérez      | 5,460                        | 3.78 %                       |

### 2009
| Elecciones federales de 2009 | Elecciones federales de 2009                   | Elecciones federales de 2009        |
| Partido/Coalición            | Partido/Coalición                              | Candidato                           |
| ---------------------------- | ---------------------------------------------- | ----------------------------------- |
|                              | Partido Acción Nacional                        | Gastón Luken Garza Hecho            |
|                              | Partido Revolucionario Institucional           | Liliana Sevilla Rosas               |
|                              | Partido de la Revolución Democrática           | José Manuel Ortiz Ampudia           |
|                              | Coalición Salvemos a México (PT, Convergencia) | Marco Antonio Alvarado              |
|                              | Coalición Salvemos a México (PT, Convergencia) | Marco Antonio Alvarado              |
|                              | Partido Verde Ecologista de México             | Manuel Francisco Rodríguez Monárrez |
|                              | Nueva Alianza                                  | Irma Salgado González               |
|                              | Partido Socialdemócrata                        | Beatriz Téllez Aguilar              |